# 释永寿
释永寿（1963年12月—），法号华福，男，汉族，四川富顺人，中国佛教僧人，现任中国佛教协会副会长、四川省佛教协会会长，四川省人大常委会委员，四川省文史研究馆馆员。